# Kanton Vendeuvre-sur-Barse
Der Kanton Vendeuvre-sur-Barse ist ein französischer Wahlkreis im Département Aube in der Region Grand Est. Er umfasst 37 Gemeinden aus den Arrondissements Bar-sur-Aube und Troyes, sein bureau centralisateur ist in Vendeuvre-sur-Barse. Im Rahmen der landesweiten Neuordnung der französischen Kantone wurde er im Frühjahr 2015 erheblich erweitert.

## Gemeinden
Der Kanton besteht aus 37 Gemeinden mit insgesamt 17.526 Einwohnern (Stand: 1. Januar 2022) auf einer Gesamtfläche von 644,92 km²:
| Gemeinde                   | Einwohner 1. Januar 2022 | Fläche km² | Dichte Einw./km² | Code INSEE | Postleitzahl | Arrondissement |
| -------------------------- | ------------------------ | ---------- | ---------------- | ---------- | ------------ | -------------- |
| Amance                     | 244                      | 22,88      | 11               | 10005      | 10140        | Bar-sur-Aube   |
| Argançon                   | 107                      | 8,20       | 13               | 10008      | 10140        | Bar-sur-Aube   |
| Beurey                     | 178                      | 17,33      | 10               | 10045      | 10140        | Bar-sur-Aube   |
| Bossancourt                | 193                      | 6,92       | 28               | 10050      | 10140        | Bar-sur-Aube   |
| Bouranton                  | 623                      | 8,15       | 76               | 10053      | 10270        | Troyes         |
| Bréviandes                 | 3.091                    | 6,14       | 503              | 10060      | 10450        | Troyes         |
| Buchères                   | 1.959                    | 7,14       | 274              | 10067      | 10800        | Troyes         |
| Champ-sur-Barse            | 26                       | 7,12       | 4                | 10078      | 10140        | Bar-sur-Aube   |
| Clérey                     | 1.150                    | 18,79      | 61               | 10100      | 10390        | Troyes         |
| Courteranges               | 587                      | 6,47       | 91               | 10110      | 10270        | Troyes         |
| Dolancourt                 | 125                      | 4,88       | 26               | 10126      | 10200        | Bar-sur-Aube   |
| Fresnoy-le-Château         | 285                      | 11,48      | 25               | 10162      | 10270        | Troyes         |
| Isle-Aumont                | 490                      | 3,48       | 141              | 10173      | 10800        | Troyes         |
| Jessains                   | 253                      | 10,88      | 23               | 10178      | 10140        | Bar-sur-Aube   |
| La Loge-aux-Chèvres        | 94                       | 2,82       | 33               | 10200      | 10140        | Bar-sur-Aube   |
| La Villeneuve-au-Chêne     | 404                      | 10,94      | 37               | 10423      | 10140        | Bar-sur-Aube   |
| Laubressel                 | 559                      | 16,24      | 34               | 10190      | 10270        | Troyes         |
| Longpré-le-Sec             | 69                       | 15,71      | 4                | 10205      | 10140        | Bar-sur-Aube   |
| Lusigny-sur-Barse          | 2.265                    | 37,92      | 60               | 10209      | 10270        | Troyes         |
| Magny-Fouchard             | 261                      | 15,16      | 17               | 10215      | 10140        | Bar-sur-Aube   |
| Maison-des-Champs          | 35                       | 4,35       | 8                | 10217      | 10140        | Bar-sur-Aube   |
| Mesnil-Saint-Père          | 438                      | 17,45      | 25               | 10238      | 10140        | Troyes         |
| Montaulin                  | 818                      | 12,41      | 66               | 10245      | 10270        | Troyes         |
| Montiéramey                | 405                      | 6,73       | 60               | 10249      | 10270        | Troyes         |
| Montmartin-le-Haut         | 64                       | 1,61       | 40               | 10252      | 10140        | Bar-sur-Aube   |
| Montreuil-sur-Barse        | 291                      | 13,13      | 22               | 10255      | 10270        | Troyes         |
| Moussey                    | 661                      | 7,25       | 91               | 10260      | 10800        | Troyes         |
| Puits-et-Nuisement         | 201                      | 12,19      | 16               | 10310      | 10140        | Bar-sur-Aube   |
| Rouilly-Saint-Loup         | 536                      | 11,26      | 48               | 10329      | 10800        | Troyes         |
| Ruvigny                    | 502                      | 4,15       | 121              | 10332      | 10410        | Troyes         |
| Saint-Léger-près-Troyes    | 915                      | 9,21       | 99               | 10344      | 10800        | Troyes         |
| Saint-Thibault             | 551                      | 11,71      | 47               | 10363      | 10800        | Troyes         |
| Thennelières               | 336                      | 6,73       | 50               | 10375      | 10410        | Troyes         |
| Trannes                    | 198                      | 10,11      | 20               | 10384      | 10140        | Bar-sur-Aube   |
| Vauchonvilliers            | 172                      | 11,62      | 15               | 10397      | 10140        | Bar-sur-Aube   |
| Vendeuvre-sur-Barse        | 2.256                    | 51,94      | 43               | 10401      | 10140        | Bar-sur-Aube   |
| Verrières                  | 1.888                    | 10,12      | 187              | 10406      | 10390        | Troyes         |
| Kanton Vendeuvre-sur-Barse | 23.230                   | 440,62     | 53               | 1017       | –            | –              |

Bis zur landesweiten Neuordnung der französischen Kantone im März 2015 gehörten zum Kanton Vendeuvre-sur-Barse die 19 Gemeinden Amance, Argançon, Bligny, Bossancourt, Champ-sur-Barse, Dolancourt, Fravaux, Jessains, Juvanzé, La Loge-aux-Chèvres, La Villeneuve-au-Chêne, Magny-Fouchard, Maison-des-Champs, Meurville, Spoy, Trannes, Unienville, Vauchonvilliers und Vendeuvre-sur-Barse. Sein Zuschnitt entsprach einer Fläche von 237,72 km2. Er besaß vor 2015 einen anderen INSEE-Code als heute, nämlich 1025.

## Politik
| Vertreter im Departementrat | Vertreter im Departementrat          | Vertreter im Departementrat |
| Amtszeit                    | Namen                                | Partei                      |
| --------------------------- | ------------------------------------ | --------------------------- |
| 2001–2015                   | Claude Ruelle                        | DVD                         |
| 2015–                       | Christian Branle Marielle Chevallier | UMP                         |

## Bevölkerungsentwicklung
| 1962 | 1968 | 1975 | 1982 | 1990 | 1999 | 2006 | 2011 |
| ---- | ---- | ---- | ---- | ---- | ---- | ---- | ---- |
| 4403 | 4787 | 5305 | 5674 | 5667 | 5421 | 5314 | 5407 |